# Perreología
Perreología es el cuarto álbum de estudio del dúo puertorriqueño Alexis & Fido. Fue publicado el 22 de marzo de 2011 a través de Wild Dogz y siendo distribuido por Sony Music Latin. Contiene 14 canciones y las colaboraciones con Cosculluela, Tony Dize, Daddy Yankee, Flex, Eddie Ávila, Nova & Jory, Yaviah y Franco “El Gorila”.
El título del álbum proviene de los orígenes del dúo tocando música en discotecas y el perreo como baile, además de responder a las peticiones de sus fanáticos a retomar la composición de canciones con ese estilo.

## Lista de canciones
| N.º   | Título                                   | Productor(es)                 | Duración |  |
| 1.    | «La intelectual»                         | Nesty · Víctor                | 3:11     |  |
| 2.    | «Blam Blam» (con Cosculluela)            | Haze · Mambo Kingz            | 4:09     |  |
| 3.    | «Deja ver» (con Tony Dize)               | Haze                          | 4:02     |  |
| 4.    | «Rescate» (con Daddy Yankee)             | Haze                          | 4:12     |  |
| 5.    | «Contéstame el teléfono» (con Flex)      | Profesor Gómez                | 3:14     |  |
| 6.    | «Energía»                                | Haze                          | 3:42     |  |
| 7.    | «La trampa» (con Eddie Ávila)            | Haze · Mambo Kingz            | 3:53     |  |
| 8.    | «Donde estés llegaré»                    | Nesty · Víctor                | 3:49     |  |
| 9.    | «Yo sé que quieres» (con Nova & Jory)    | Keko Musik                    | 3:57     |  |
| 10.   | «Como el primer beso»                    | Mambo Kingz                   | 3:56     |  |
| 11.   | «Bailando la encontré»                   | Keko Musik                    | 3:25     |  |
| 12.   | «Camuflaje»                              | DJ Urba & Rome                | 3:37     |  |
| 13.   | «Zombie» (con Yaviah)                    | Nely                          | 3:44     |  |
| 14.   | «Mala conducta» (con Franco “El Gorila”) | Nely · Montana “The Producer” | 4:18     |  |
| 53:01 |                                          |                               |          |  |

## Posicionamiento en listas
| Listas (2011)                        | Mejor posición |
| ------------------------------------ | -------------- |
| Estados Unidos (Billboard 200)       | 192            |
| Estados Unidos (Latin Rhythm Albums) | 1              |
| Estados Unidos (Top Latin Albums)    | 10             |
| Estados Unidos (Top Rap Albums)      | 18             |

| Listas (2011)                        | Posición |
| ------------------------------------ | -------- |
| Estados Unidos (Latin Rhythm Albums) | 7        |
| Estados Unidos (Top Latin Albums)    | 55       |

| Listas (2012)                        | Posición |
| ------------------------------------ | -------- |
| Estados Unidos (Latin Rhythm Albums) | 12       |

| Listas (2013)                        | Posición |
| ------------------------------------ | -------- |
| Estados Unidos (Latin Rhythm Albums) | 16       |

## Certificaciones
| País (Certificador) | Certificación | Ventas certificadas |
| --- | ------------- | ------------------- |
| Estados Unidos (RIAA) | Oro (Latin)   | 30 000^             |
| ^cifras de envíos basadas únicamente en la certificación xcifras no especificadas basadas únicamente en la certificación |               |                     |